# Hans Namuth
Hans Heinz Oskar Adolf Rudolf Namuth (* 17. März 1915 in Essen; † 13. Oktober 1990 in East Hampton, New York) war ein amerikanischer Fotograf und Filmemacher deutscher Herkunft. Er porträtierte viele Künstler und andere Persönlichkeiten. Besonders bekannt wurde seine Fotoserie von Jackson Pollock, einem Maler des Abstrakten Expressionismus.

## Leben und Werk
Hans Heinz Oskar Adolf Rudolf Namuth wurde als Sohn von Adolf Namuth und seiner Ehefrau Anna (geb. Weisskirch) geboren. Er besuchte von 1925 bis 1931 die Humboldt-Oberrealschule seiner Heimatstadt, die er, weil er nicht versetzt wurde, mit der Untersekunda verließ. Er arbeitete als Buchhändler und schrieb sich beim Alt-Wandervogel ein. Sein großer Traum war es damals, Theaterdirektor zu werden. Als er zur Zeit des Nationalsozialismus wegen der Verteilung von Flugblättern, die gegen Adolf Hitler gerichtet waren, 1933 im Gefängnis saß, intervenierte sein Vater, der Mitglied der SA war, und besorgte ihm nach der Freilassung einen Pass und eine Fahrkarte nach Paris.
In Paris verdiente er seinen Lebensunterhalt durch gering bezahlte Tätigkeiten. Dort schloss er Freundschaft mit dem deutschen Fotografen Georg Reisner, der ihn im Sommer 1935 zur Mitarbeit in seinem Fotostudio im mallorquinischen Port de Pollença einlud. Diese Einführung in die Fotografie sollte sein Leben bestimmen. Im November des Jahres kehrten beide nach Paris zurück. Im Juli 1936 arbeiteten sie für das französische Magazin Vu in Barcelona und schufen während des Spanischen Bürgerkriegs in den nächsten neun Monaten dramatische Aufnahmen, die in führenden europäischen Zeitungen und Magazinen veröffentlicht wurden.
Vom Frühling 1937 bis zum Herbst 1939 setzten Namuth und Reisner ihre fotografischen Arbeiten in Paris fort, bis sie nach der deutschen Besetzung Frankreichs vom Vichy-Regime interniert wurden. Nach kurzer Zeit in der Fremdenlegion wurde er im Oktober 1940 entlassen, floh nach Marseille und emigrierte im April 1941 mit der Hilfe von Varian Fry, dem Leiter des Emergency Rescue Committee nach New York. Sein Freund Reisner hatte sich im Dezember 1940 das Leben genommen. 1943 schloss Namuth sich der U.S. Army an und wurde in Westeuropa als Übersetzer eingesetzt. Im selben Jahr heiratete er Carmen Herrera, eine in Frankreich geborene Guatemaltekin. Durch Kurse bei dem ebenfalls emigrierten deutschen Fotografen Josef Breitenbach und später, 1949, bei Alexei Brodowitsch. Leiter der The New School, vervollkommnete er seine fotografische Ausbildung. In dieser Zeit reiste Namuth vielfach nach Todos Santos Cuchumatán in Guatemala, um die Einwohner – Nachkommen der Mayas – zu porträtieren.
Im Sommer 1950 fragte Namuth Jackson Pollock, der durch Ausstellungen in Peggy Guggenheims Galerie Art of This Century bekannt geworden war, ob er den Künstler beim Malen fotografieren dürfe. Pollock stimmte zu. Etwa 200 Fotos entstanden im Juli und August des Jahres, sie zeigen Pollock bei der Arbeit an One: Number 31 und Autumn Rhythm, Number 30. Hans Namuth war der Fotograf, der durch seine Fotografien sowie durch zwei Filme Jackson Pollocks Ruf als Künstler weiter förderte. Im Gegenzug war Jackson Pollock der Künstler, der Hans Namuth bekannt machte. Die Fotos, die den Künstler in verschiedenen Positionen zur Leinwand zeigen, machten den von Harold Rosenberg für Pollocks Arbeit geprägten Begriff des Action Painting im Fotodokument sichtbar.
Namuths Förderer Brodowitsch, der auch Artdirector von Harper’s Bazaar war und ihn auf Pollock aufmerksam gemacht hatte, veröffentlichte Namuths Fotografien von Pollock als erster im Frühjahr 1951. Bis in die frühen 1960er Jahre fotografierte Namuth weitere Künstler des Abstrakten Expressionismus,  der New York School, der Pop Art oder der Minimal Art, wie etwa
Willem de Kooning, Helen Frankenthaler, Robert Motherwell, Barnett Newman, Mark Rothko, Clyfford Still, Josef Albers, Robert Rauschenberg, Jasper Johns, Andy Warhol, Roy Lichtenstein oder auch John Cage und Louise Bourgeois. In bekannten Zeitschriften erschienen ebenfalls Fotoporträts von Persönlichkeiten wie Walter Gropius, Ludwig Mies van der Rohe, Frank Lloyd Wright, John O’Hara, Edward Albee und anderen. Zwischen 1979 und März 1983 schuf Namuth 19 Covertitel für Art News, unter anderem mit Porträts von Jasper Johns, Louise Nevelson und Jim Dine. Darauf folgten bis zu seinem Tod mehr als 100 Arbeiten für die französische Publikation Connaissance des Arts, die beispielsweise Fotografien von Philip Johnson, Isamu Noguchi und George Segal zeigten.
Namuth schuf nicht nur Porträts bekannter Persönlichkeiten für Magazine wie Life, Harper’s Bazaar und Time, sondern unternahm im Verlauf vieler Jahre mehrere Reisen nach Guatemala für fotografische Aufnahmen der Bevölkerung. Sie wurden 1989 in dem Buch Los Todos Santeros veröffentlicht.
Zusammen mit Paul Falkenberg drehte Namuth die Filme Jackson Pollock (1951), Willem de Kooning, the Painter (1964), Josef Albers: Homage to the Square (1969), Louis H. Kahn, Architect (1974) und Alfred Stieglitz, Photographer (1982).
Hans Namuth starb 1990 an den Folgen eines Verkehrsunfalls, den er auf der Rückfahrt von einer Aufführung seines letzten Films, Jasper Johns: Take an Object im Guild Hall Museum in East Hampton, erlitt, als sein Auto mit einem anderen Fahrzeug kollidierte.